# Mistrovství Asie v malém fotbale FIF7
Mistrovství Asie v malém fotbale FIF7 se koná se od roku 2023 a pořádá ho Federation Internationale de Football 7 (FIF7). Na posledním šampionátu v Kuala Lumpur v Malajsii v říjnu 2024 zvítězili reprezentanti Japonska.

## Turnaje
| Rok  | Hostitel                | Finále   | Finále | Finále             | Zápas o     | Zápas o | Zápas o      |
| Rok  | Hostitel                | Vítěz    | Skóre  | Poražený finalista | Třetí místo | Skóre   | Čtvrté místo |
| ---- | ----------------------- | -------- | ------ | ------------------ | ----------- | ------- | ------------ |
| 2023 | Filipíny (Manila)       | Japonsko | 3 – 2  | Indie              | Filipíny    | 6 – 3   | Brunej       |
| 2024 | Malajsie (Kuala Lumpur) | Japonsko | 2 – 1  | Filipíny           | Malajsie    | 3 – 0   | Hongkong     |
| 2025 |                         |          |        |                    |             |         |              |

## Medailový stav podle zemí do roku 2024 (včetně)
| Pořadí | Země     | Zlato | Stříbro | Bronz | Celkem |
| 1.     | Japonsko | 2     | 0       | 0     | 2      |
| 2.     | Filipíny | 0     | 1       | 1     | 2      |
| 3.     | Indie    | 0     | 1       | 0     | 1      |
| 4.     | Malajsie | 0     | 0       | 1     | 1      |